# Gründerfamilie
Eine Gründerfamilie ist die Familie der Gründer eines Industrie- und Handelsunternehmens.
Gründerfamilien sind ein wichtiges Arbeitsgebiet für Genealogie und  Unternehmensgeschichte bzw. Firmengeschichte mit engerem und für Wirtschaftsgeschichte mit weiterem gesellschaftlichen Blickfeld. Bei diesen Forschungen kommt es vor allem darauf an, neben der Persönlichkeit des Gründers (siehe auch Begabung) die wirtschaftlichen und sozialen Beziehungen aufzuhellen, die z. B. für die Aufbringung des Gründungs-Kapitals wichtig sind, wofür oft eine günstige Heirat eine der Voraussetzungen war (siehe auch Heiratskreis).
Während Wolfgang Huschke 1962 eine Arbeit über die Gründer von 42 Industrieunternehmen im 19. Jahrhundert in Thüringen vorgelegt hat, stehen analoge Arbeiten für andere Gebiete noch aus.